# Silvia Brünnel

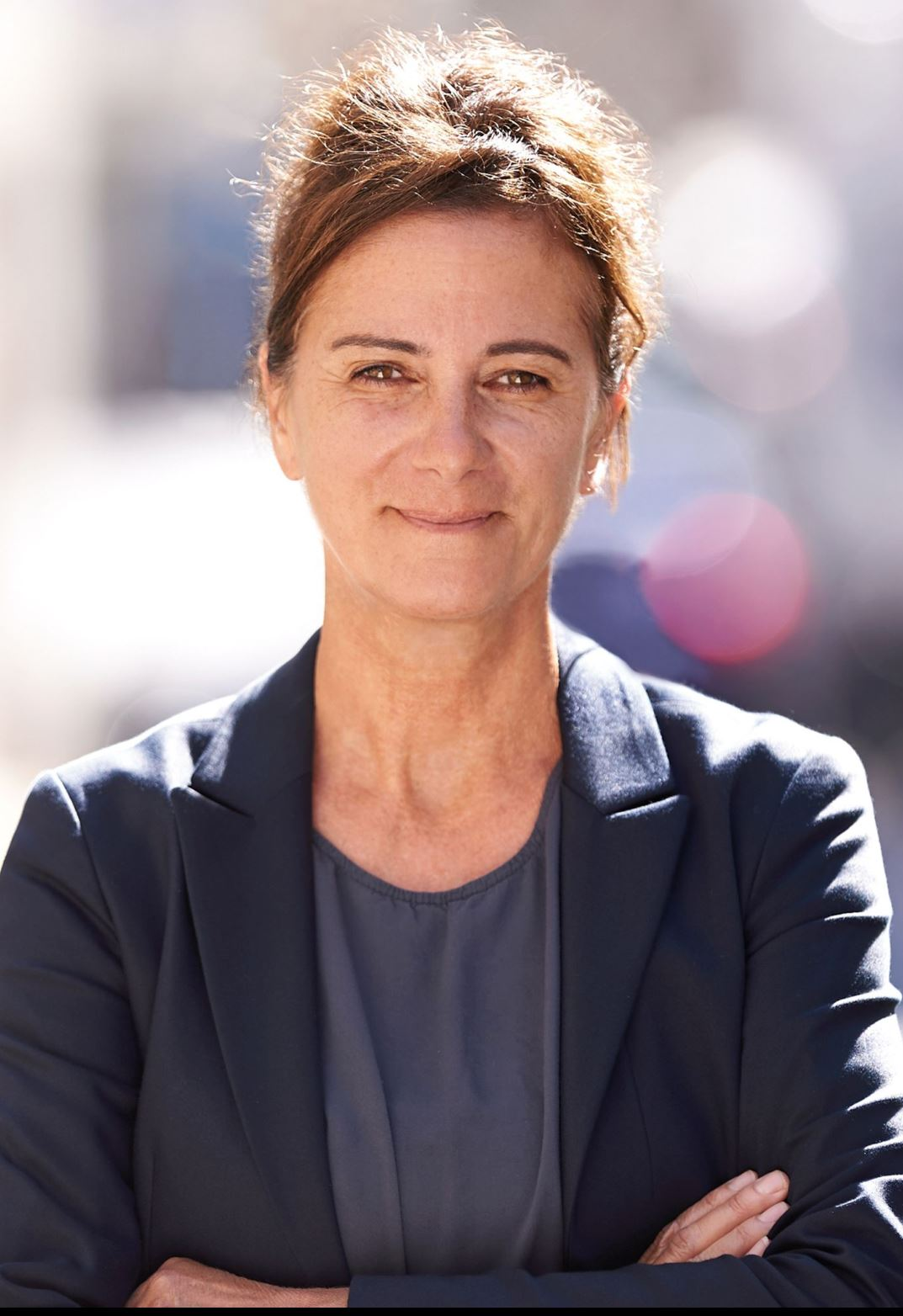
Silvia Brünnel

Silvia Brünnel (* 12. August 1966 in Fulda) ist eine deutsche Politikerin (Bündnis 90/Die Grünen). Sie war von 2019 bis 2024 Abgeordnete des Hessischen Landtages.
Silvia Brünnel absolvierte ein Studium der Sozialpädagogik. Von 1991 bis Ende der 2000er Jahre war sie geschäftsführende Gesellschafterin zweier Kultur- und Gaststättenbetriebs-GmbHs. Seit 2008 betreibt sie ein Café in Fulda.
Brünnel ist seit 1997 Mitglied von Bündnis 90/Die Grünen. Für ihre Partei wurde sie 2011 zur Stadtverordneten in Fulda gewählt, seit 2016 ist sie dort Fraktionsvorsitzende. Bei der Landtagswahl in Hessen 2018 erhielt sie ein Mandat im Hessischen Landtag. Bei der Landtagswahl 2023 erhielt sie kein Mandat mehr und schied im Januar 2024 aus dem Landtag aus.